# Oganla Sokè
Oganla Sokè  est un quartier du 3e arrondissement de la commune de Porto-Novo localisé dans le département de l'Ouémé au sud-Est du Bénin.

## Histoire
Oganla Sokè devient officiellement un quartier de l'arrondissement de Porto-Novo le 6 mars 2015 à suite de la loi no 2015-O1 du 6 mars 2015 modifiant et complétant la loi no 2013-05 du 27 mai 2013 portant création, organisation, attributions et fonctionnement des unités administratives locales en République du Bénin.

## Géographie
Oganla Sokè fait partie des 24 villages et quartiers de ville que compte le 3e arrondissement de Porto-Novo.

## Démographie
Selon le recensement général de la population et de l'habitation de 2013 conduit par l'Institut national de la statistique et de l'analyse économique (INSAE), Oganla Sokè compte 60 ménages avec 430 habitants,.
| Indicateur           | 2013 |
| -------------------- | ---- |
| Nombre de ménages    | 60   |
| Population masculine | 201  |
| Population féminine  | 229  |
| Population totale    | 430  |